# باشگاه فوتبال فیچیت
باشگاه فوتبال فیچیت (به تایلندی: สโมสรฟุตบอลจังหวัดพิจิตร‌) یک باشگاه فوتبال واقع در فیچیت در کشور تایلند می‌باشد که در لیگ دسته دوم منطقه‌ای فوتبال تایلند بازی می‌کند.
این باشگاه در سال ۲۰۰۹ میلادی بنیان‌گذاری شده است.